# Nutriafell

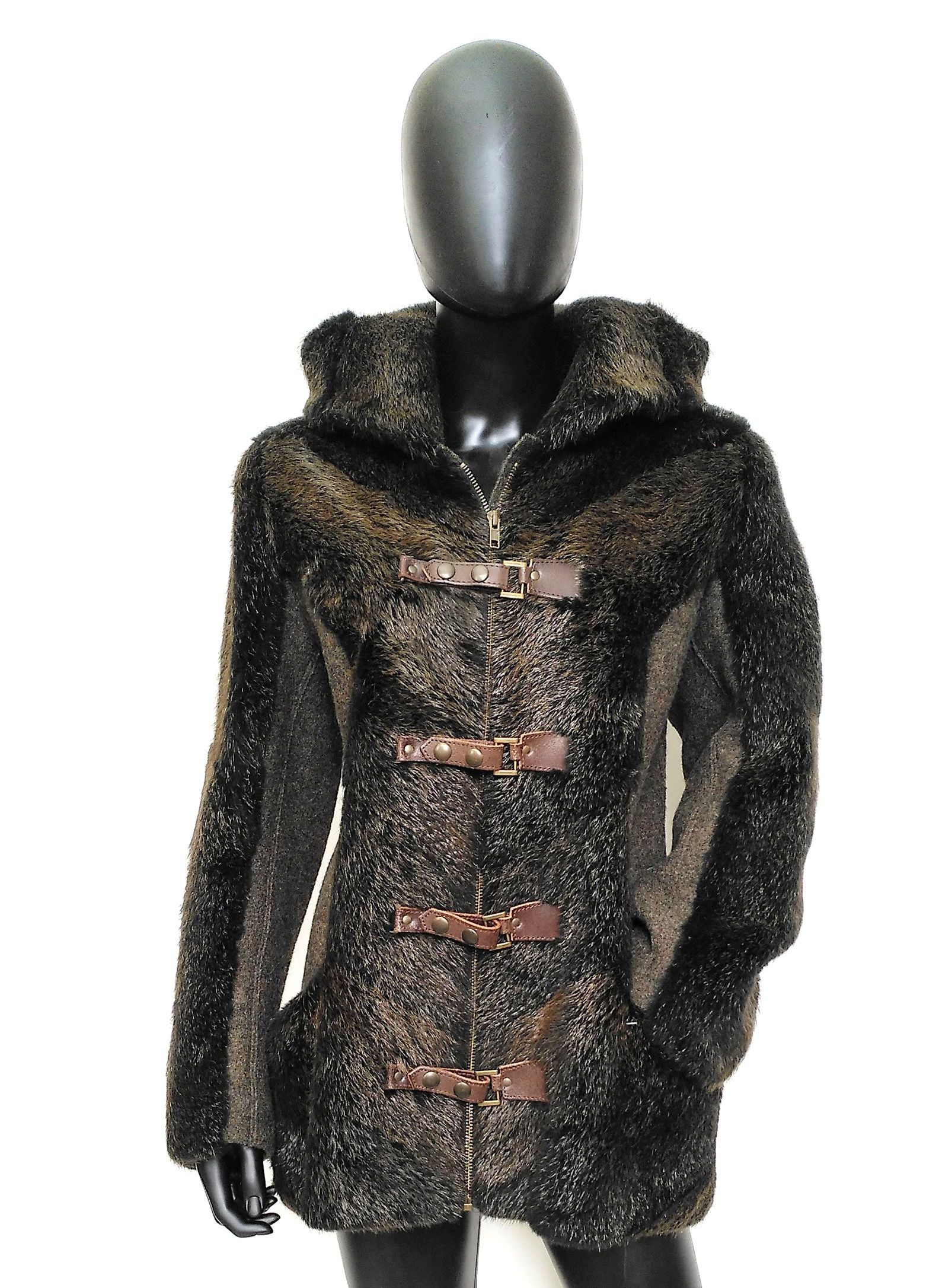
Nutria mit Walkloden (2021)

Als (der) Nutria wird in der Rauchwarenbranche das Fell der Nutria bezeichnet, die auch Biberratte oder Sumpfbiber genannt wird. Die Urheimat des Sumpfbibers ist Südamerika, über Freikommen aus Zuchten und durch bewusste Auswilderung zur Pelzgewinnung in der ersten Hälfte des 20. Jahrhunderts ist das Tier heute ebenfalls in Deutschland und weiten Teilen Europas, Asiens und Nordamerikas heimisch.
Im Spanischen bezeichnet „nutria“ das Fell des Fischotters (siehe → Otterfell).
In der Regel werden Nutriafelle gerupft oder/und geschoren verarbeitet (ohne das borstige Grannenhaar).

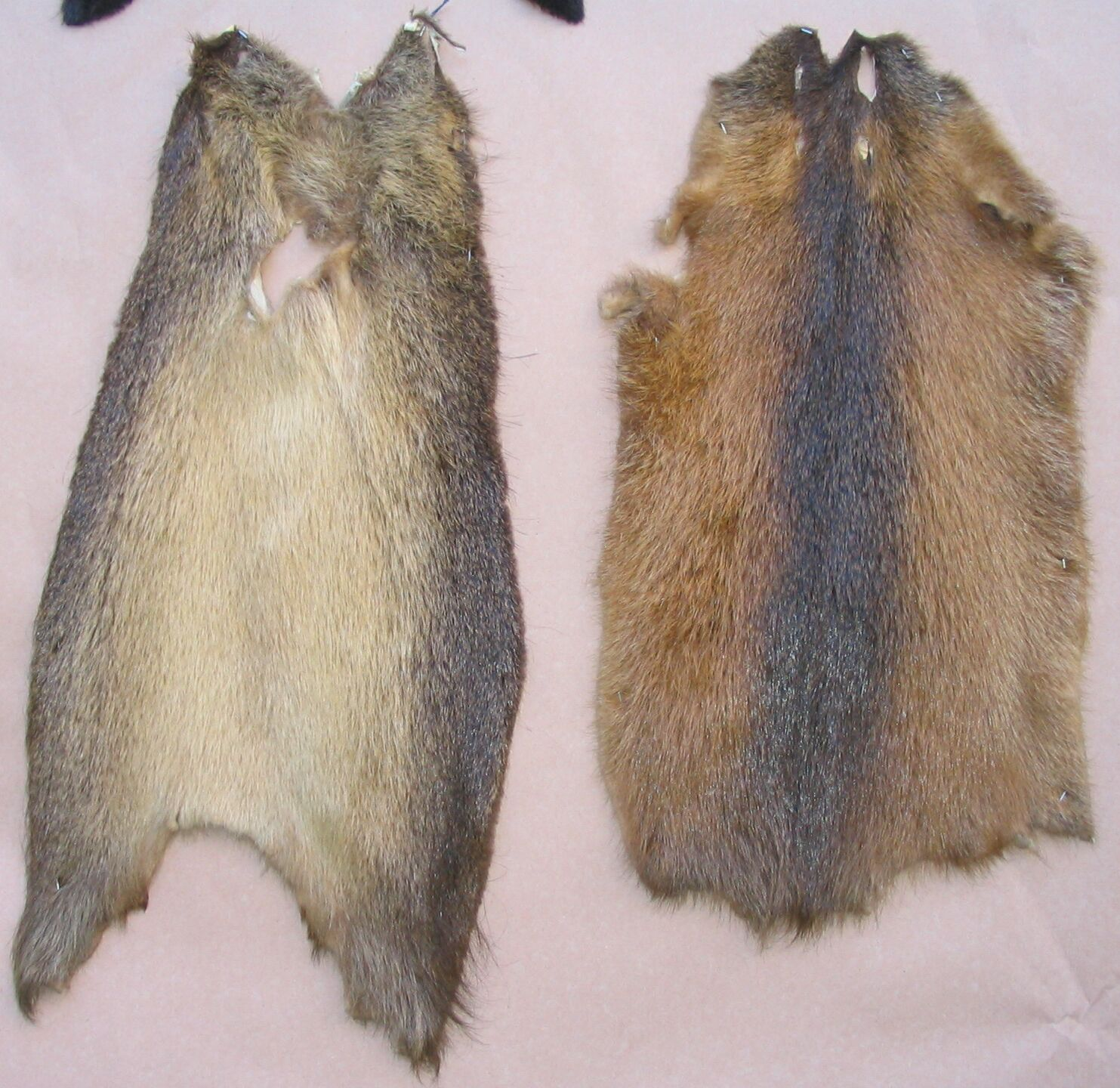
Spitznutria, naturfarbig. Linkes Fell im Rücken aufgeschnitten, rechts in der Wamme.

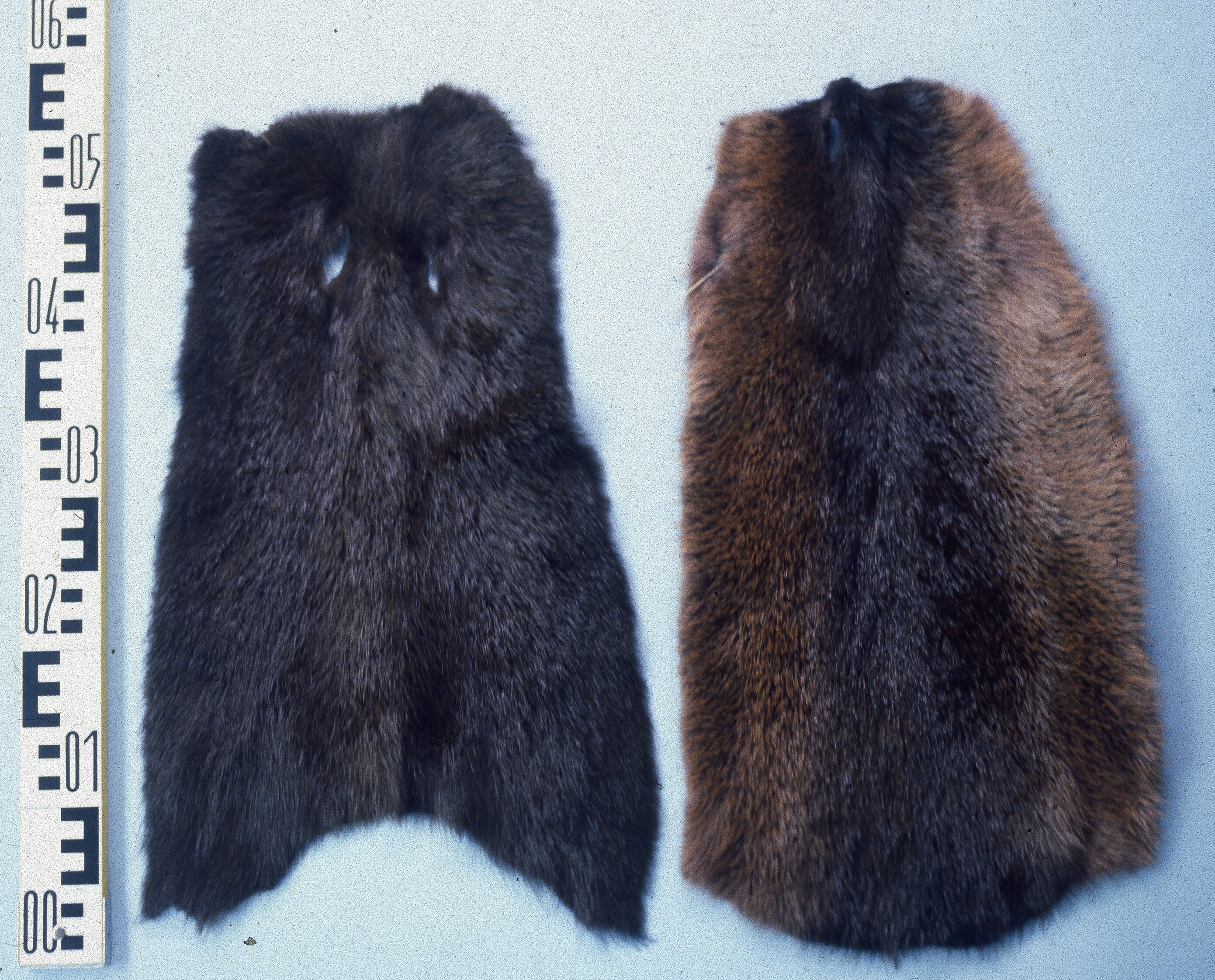
Gefärbte Felle

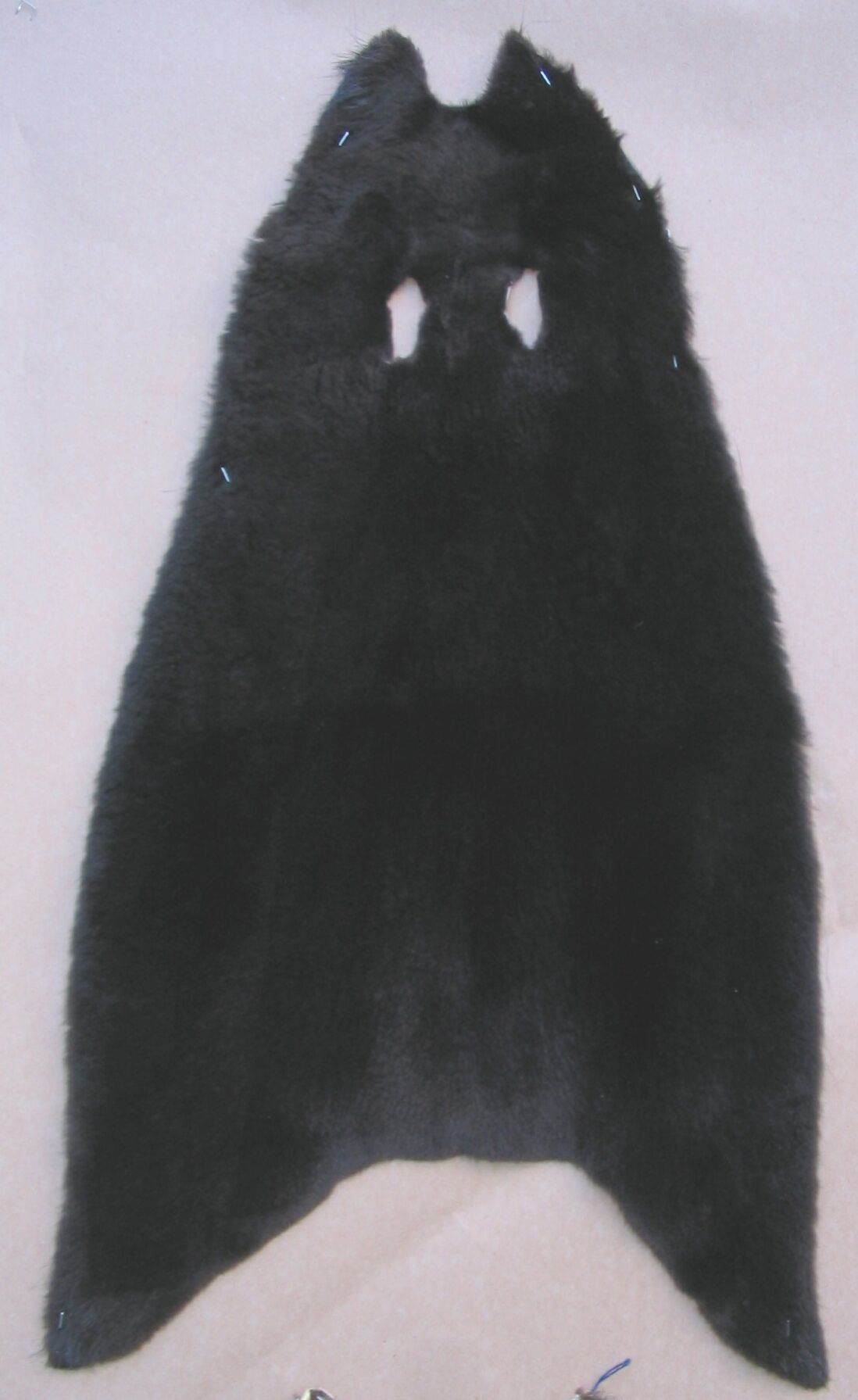
Nutria gerupft (Samtnutria) und gefärbt

## Nutriafell
Die Felllänge beträgt etwa 43 bis 63 cm, der kaum behaarte Schwanz ist 30 bis 45 cm lang. Die Haarfarbe der Wildnutria ist dunkelbraun, gelegentlich grau- oder rötlichbraun; die langen, groben Grannenspitzen sind oft gelblich. Das Unterhaar ist dunkelgraubraun bis schwarzbraun, bläulichschwarz. Das Nutriafell ist im Gegensatz zu fast allen übrigen Pelztieren in der Wamme qualitativ besser als im Rücken, auch die Milchdrüsen befinden sich im Gegensatz zu anderen Pelztieren auf den Rückenseiten. Die Fellmitte ist, verglichen mit anderen Fellarten, nur wenig dunkler als die Seiten. An manchen Teilen der Wamme bemerkt man eine ombréartige Aufhellung, die zum Beispiel zwischen den Ohren bis zu Hellgrau-Weißlich gehen kann.
Damit die vollere Bauchpartie nach der Verarbeitung besser zur Geltung kommt, wurde das rund abgezogene Fell meist im Rücken aufgeschnitten.
Fellstruktur: Bei der Behaarung werden 3 Grannentypen unterschieden: Auf 10 mm² stehen 1 Leithaar, 3 Grannen mit allmählich in den Schaft übergehender Granne und 19 Grannenhaare mit scharf abgesetzter Granne. Die Granne ist auf dem Rücken 1,5 bis 3,3 cm lang (laut Franke/Kroll bis zu 8 cm!), auf dem Bauch 2,5 bis 3,3 cm. Die Unterwolle ist in den Fellseiten besonders dicht und 12 bis 15 mm lang. Die 15 bis 18 mm langen Wollhaare auf dem Rücken erreichen nur eine Dichte von 40 % der Bauchseite. Durchschnittlich befinden sich 150 Haare auf einem cm². Ähnlich dem Biber stehen die Leithaare im Rücken des Nutriafells nicht gleichmäßig verteilt, sondern meist in Inseln oder Stapeln zusammengefasst.
Haarstruktur: Der unterste Teil der Haarbasis ist hellfarbig, fast weiß. Dann erscheint eine silberfarbige Zone, die sich innerhalb weniger Millimeter in mittel- bis dunkelgrau und schließlich braungrau abschattiert. Die Wollenden sind mittel- bis dunkelbraungrau und verleihen dem Haargrund die Farbe. Die Grannenhaare weisen von der Basis zur Spitze einen steigenden Verhornungsgrad auf. Der Grannenquerschnitt ist bohnenartig bis oval,; der Wollhaarquerschnitt ist rund bis fast rund. Die besonders feinen Wollhaare sind leicht gekräuselt. Der Grannenanteil im Vlies ist sehr differenziert ausgebildet, es gibt weiche, sehr elastische Formen und auch wieder längere, glasige, fehlfarbige Arten. Die bei Nutria besonders ausgebildeten Leithaare sind gelblich, in der Mehrzahl jedoch gelb bis orangefarbig getönt und zeigen am Haarende den ringförmigen Aguti-Kontrast.
Lederstruktur: Das Nutriafell hat eine betont porige Struktur. Die langen Grannen sitzen tief in der Lederhaut und ragen, insbesondere im Rücken, oft bis in das Unterhautbindegewebe. Im Rückengewebe ist das Leder mehrere Millimeter stark, in der Wamme ist es viel dünner und mehr schwammig.
Der Haltbarkeitskoeffizient für gerupfte sowie für grannige Felle wurde anhand allgemeiner Erfahrung mit 40 bis 50 Prozent angegeben. Eine andere, nicht näher erläuterte Liste setzt die Haltbarkeit auf 35,5 Prozent und ordnet sie an die 25. Stelle einer unvollständigen Haltbarkeitsskala ein, die traditionell mit dem als am haltbarsten angenommenen Fell des Seeotters beginnt und hier mit dem Hasenfell auf der 41. Position endet. Eine amerikanische Studie ordnete das Nutriafell anhand von Haaruntersuchungen, entgegen praktischer Erfahrung, sogar nur bei 25 Prozent ein.
Bei einer Einteilung der Pelztiere in die Feinheitsklassen seidig, fein, mittelfein, gröber und hart wird das Nutriahaar nicht mit eingestuft, mit dem Hinweis, dass das Oberhaar härter ist, aber die Unterwolle eine außerordentlich weiche Beschaffenheit aufweist.

### Wildlebende Nutrias

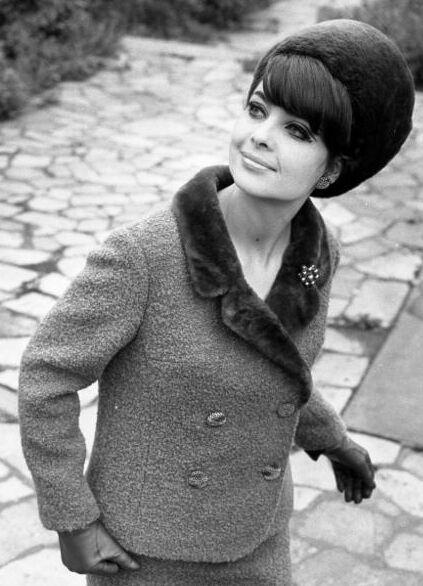
Kappe und Besatz aus gerupftem Nutriafell (Leipzig 1966)

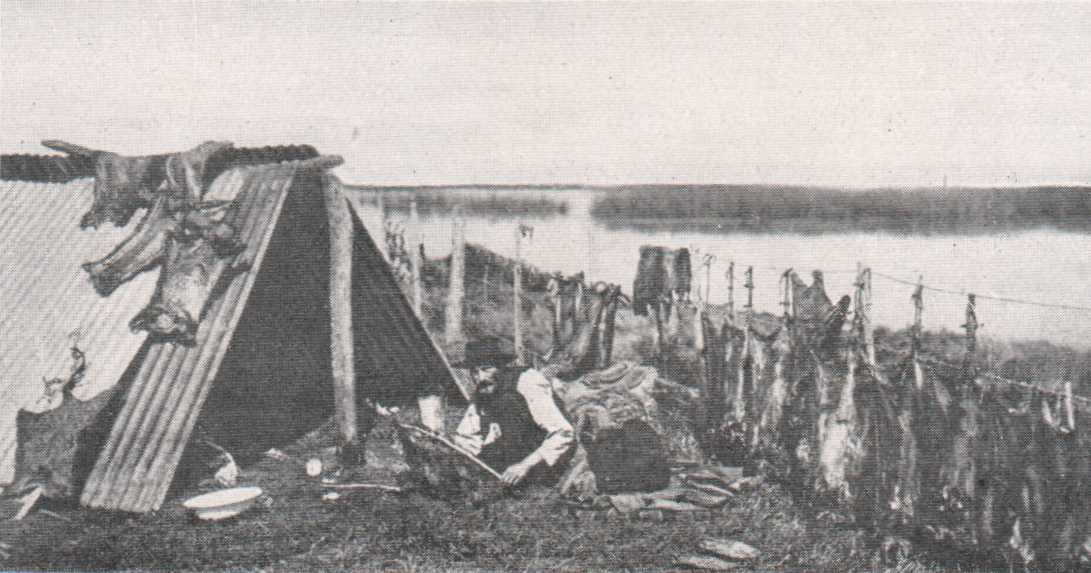
Lager eines Nutriajägers am Río Uruguay (vor 1911)

Infolge übermäßiger Bejagung waren die Nutriabestände in ihrer südamerikanischen Heimat, vom Äquator bis Patagonien, stark dezimiert. Während von dort 1910 noch rund 10 Millionen Felle auf den Weltmarkt kamen, waren es 1930 nur noch etwa 200.000. Schon- und Schutzgesetze in einzelnen Staaten führten dazu, dass heute wieder nennenswerte Exporte aus Südamerika auf den Markt kommen.
1929/1930 wurden argentinische Nutrias in der Sowjetunion ausgesetzt. 1987 wurden auf russischen Auktionen 36.000 Nutriafelle aus der Mongolei angeboten, 3500 mehr als im Jahr davor.
In den 1930er Jahren begann man in den USA mit der Nutriazucht zur Pelzgewinnung. Als sich zeigte, dass die Nutriahaltung nicht rentabel war, ließ man die Tiere frei. 1988 gab es bereits in 41 Bundesstaaten der USA und in drei kanadischen Provinzen teils beträchtliche Nutriavorkommen. 1988 heißt es bei Kroll/Franke, „der Fellanfall in den Vereinigten Staaten liegt bei 1,2 Millionen (überwiegend aus Louisiana) bei steigender Tendenz“.
a) Südamerika
- Argentinien

Provinz Buenos-Aires:
Seidig; am Untergrund graues Unterhaar mit rotbraunen Spitzen. Haarlänge im Rücken 17 bis 19 mm, am Bauch 10 bis 13 mm. Von hier stammen etwa 40 % des argentinischen Aufkommens, die beste Qualität ist Madariaga.
Isla (Zusammenfluss der beiden Ströme Paraná-Uruguay und La Plata):
Seidigere Unterwolle als Buenos-Aires, etwas kleinere Felle. Haare am Schaft grau, braungraue Spitzen; besser als die Provinzware. Haarhöhe gleichmäßiger, unter 20 mm.
Rivers (Rios oder Corrientes) (aus den Provinzen Entre Ríos, Corrientes, aus Teilen von Santa Fe, Formosa und Misiones):
Seidig wie die Felle aus Islas, gleich groß derer aus der Provinz Buenos-Aires. Graueste argentinische Qualität, am Haargrund grau, graue und graubraune Spitzen. Die flachste Qualität, aber sehr dichtes und im Vergleich von Rücken zu Wamme sehr gleichmäßiglanges Haar.
Südware (aus den südlichen Provinzen Rio Negro, Neuquen, Mendoza, Chubut, Santa Cruz):
Von hier kommen die größten Nutriafelle, sie sind etwa so groß wie Zuchtware. Die Wamme ist perlgrau, der Rücken grau, die Spitzen sind graubraun. Die Länge des Rückenhaars beträgt 22 bis 26 mm, die des Wammenhaars 18 bis 20 mm; das Haar ist sehr schütter.
Uruguay
Montevideo
Flach im Haar, schöne Farbe
Paraguay
Gran Chaco
Weniger dichtes Unterhaar; leicht missfarbig; dünnes und wenig stabiles Leder
Brasilien
Sehr flachhaarig, zumindest vor 1988 keine Anlieferungen.
Zur Förderung der einheimischen Wirtschaft dürfen argentinische Nutria nicht roh exportiert werden, sie müssen im Land veredelt werden. Jahrelang war die dortige Pelzveredlung von sehr geringer Qualität, das Leder war oft hart, nicht zügig und wenig reißfest. Inzwischen steht die Veredlung der europäischen nicht mehr nach, es kommen zusätzlich neue innovative Schuren und Farben von dort auf den Weltmarkt.
Der Fellanfall an südamerikanischer Wildware betrug 1988 etwa zwei Millionen Stück (weit überwiegend aus Argentinien).
Die besten, besonders dunklen südamerikanischen Nutriafelle wurden bis nach dem Ersten Weltkrieg als „Flores-Beutel“ gehandelt. Das waren im Ganzen abgestreifte Felle, die nur zwischen den Hinterpfoten aufgeschnitten und dann über Weidenruten gespannt, getrocknet wurden. Dickledriger, etwas heller und rauer im Haar waren die „Parana-Beutel“, „Montevideo-Beutel“ waren dick im Leder, vollhaarig, recht braun, mit sehr vielen schlechtfarbigen Fellen. Für die besten Felle kam später die Bezeichnung „Insel-Ware“ auf. „Lagunen-Ware“ galt in der Qualität etwa ein Drittel schlechter als „Insel-Ware“. Inzwischen werden südamerikanische Nutrias meist ohne zusätzliche Unterscheidung der Provenienzen gehandelt. Aber auch die Unterschiede zwischen den süd- und nordamerikanischen Sorten waren zuletzt meist nur noch den Rohfell-Großhändlern bekannt. Heute kommen die Felle fast nur noch als fertig zusammengesetzte Tafeln, bereits gerupft, geschoren und meist auch gefärbt, in den Handel.

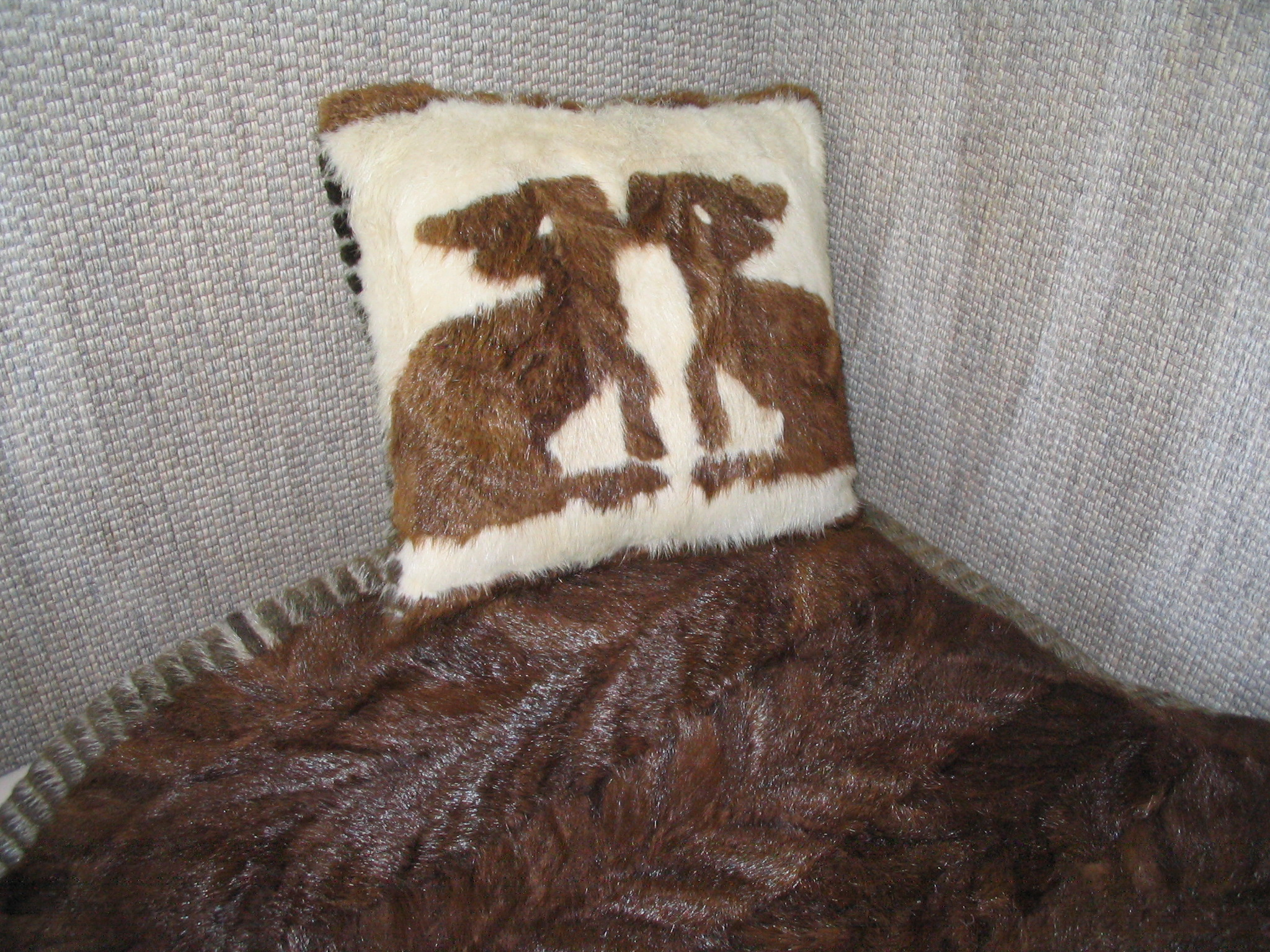
Decke und Kissen aus Nutriastücken, Lehrlingsarbeit (Wiesbaden ca. 1987)

b) Nordamerika
Die Qualität der Nachfahren der ursprünglich ausgesetzten oder entwichenen nordamerikanischen Nutrias (s. o.) ist sehr unterschiedlich, jedoch sollen weniger schlechtfarbige oder fleckige Felle anfallen. Die Bejagung begann erst nach der sprunghaften Zunahme der Populationen.
1973 wurden im Küstengebiet Louisianas dreizehn Sumpfbiber aus Argentinien ausgesetzt. In weniger als zwanzig Jahren hatten sie sich über den größten Teil der Sumpfgebiete ausgebreitet und wurden zu einem Albtraum. Die Felle hatten zu der Zeit einen geringen Wert, die Tiere zerstörten Reis- und Zuckerrohrfelder sowie die Marschen und man machte sie für den Rückgang der ebenfalls pelzwirtschaftlich genutzten Bisampopulation verantwortlich. Anfangs gestaltete sich der Nutriafang aus unterschiedlichen Gründen trotz Unterstützung des Ministeriums für Naturschutz und Fischerei sehr schwierig, nicht zuletzt wegen des geringen Fellpreises. Nachdem der bundesdeutsche Markt für diesen Artikel erschlossen worden war, übertraf 1962 die Nutriafellausbeute in Louisiana mit 913 Tausend das Ergebnis bei Bisam mit 633 Tausend bereits beträchtlich.
In Nordamerika hat sich das Nutriafell kaum durchsetzen können und der deutsche Markt nimmt inzwischen auch nur noch unbedeutende Mengen auf. 2010 heißt es deshalb auf den vom Museum der Texas Tech University veröffentlichten Seiten, dass, wenn der Preis für Nutriafelle weiter so gering bliebe, die Zunahme der Populationen zu einem Problem werden könnte. Louisiana zahlte 2008 pro abgeliefertem, eingefrorenem Nutriaschweif 5 $ Prämie, mit dem Ziel, in den Wetlands 400.000 Tiere zu fangen. 2013 schrieb das Louisiana Department of Wildlife and Fisheries bis zu sechs Stellen für Trapper zum Nutriafang aus. Inwieweit die Felle der dort gefangenen Tiere derzeit in den Handel kommen, ist unklar.
Die Felle aus Nordamerika sind etwas kleiner und heller braun als die aus Südamerika.
20 bis 30 % des Gesamtanfalls sind die sogenannten „Western“, der Rest „Eastern“, einschließlich der „Centrals“. Die dichthaarigen Western eignen sich gut zum Tiefscheren, die Eastern werden mehr in Hochschur (mit angeschorenem Oberhaar) verwendet.
USA-Felle weisen oft sogenannte „Pinholes“ auf, kleine, von einer Pflanze verursachte Löcher, die die Felle bis zu 90 % entwerten können.
Rohwarenfehler bei Wildnutriafellen:
- Bissstellen, Narben
- fettbelegte Felle

Als Folge mangelhaften oder unvollständigen Rabatzens, das Entfernen von Naturfettauflagen, entstehen anschließend Fettoxydationsschäden. Außerdem wird das Fell empfindlicher gegenüber Wärmeeinwirkung beim Trocknen: Das heiße Fett führt zu fettversottenen Stellen im Rohleder.
- sogenannte „verbrannte Stellen“

Auch wenn die Felle fettfrei sind, können hohe Temperaturen eine Art Verleimung in der Faserstruktur der Rohhaut erzeugen.
- verstunkene Felle

Durch zu lange Lagerung der feuchten Felle baut sich das tierische Eiweiß ab.
- Abzugsschäden

Einzelne Schnittstellen oder ganze Flächen können bis auf die Narbenhaut freiliegen, so dass teilweise sogar die Haarwurzeln bloßliegen. Besonders in der Wamme führt dies zu einer ungenügenden Lederhaltbarkeit.
Praktische Erfahrungen bei rohen Wildnutriafellen ergeben folgende Qualifikation: bis 5 Prozent beschädigte Felle, sehr gute Qualität; bis 10 Prozent, gute bis mittelmäßige Qualität; bis 15 Prozent mäßige bis geringe Qualität; über 15 Prozent, schlechte Qualität.

### Farm-Nutrias

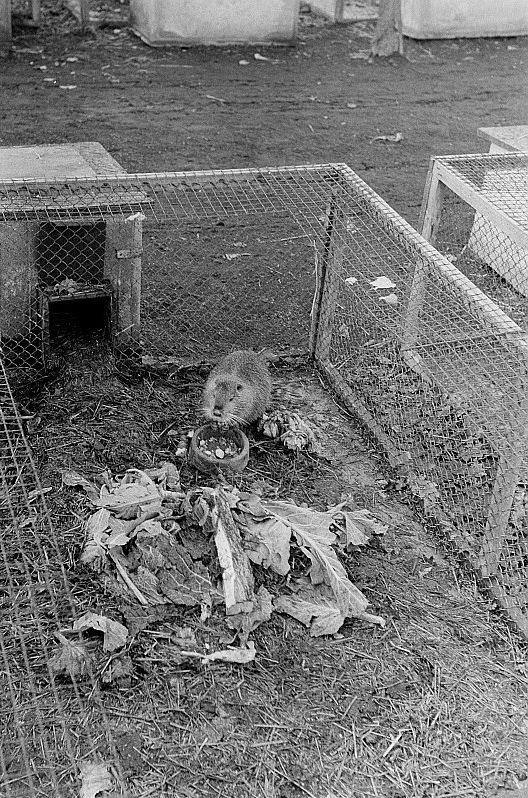
Nutriagehege in Markkleeberg DDR (1949)

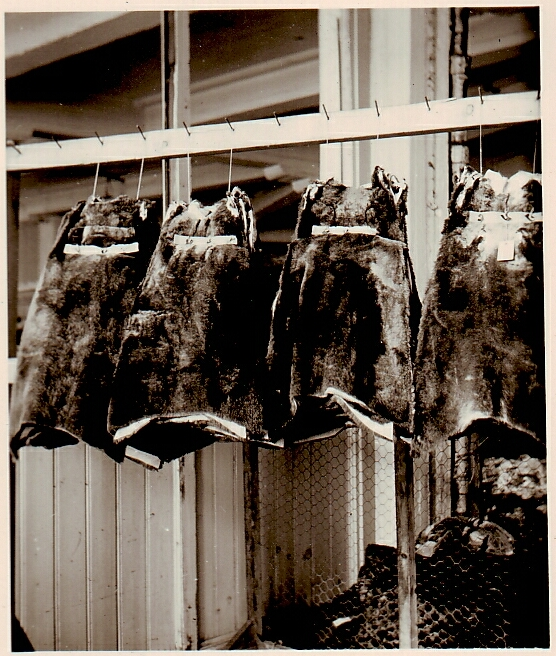
Kürschnersortimente bei der VEAB, der Rohstoff-Erfassungsstelle der DDR (ca. 1951)

Schon in den ersten Jahrzehnten des 19. Jahrhunderts waren die Nutriabestände in Südamerika so weit zurückgegangen, dass ein Hutmacher in Buenos Aires auf die Idee kam, eine Nutriazucht einzurichten. Über den Ausgang der Unternehmung ist nichts bekannt. An anderer Stelle wird das Jahr 1890 für das Entstehen einer Nutriafarm in Frankreich angegeben. Etwa um 1930, einer Blütezeit der samtigen Sealfellmode, begann man dann mit der planmäßigen Nutriazucht (Europa, Nordamerika, Südamerika – unter anderem Argentinien, Sowjetunion). Die Zahl der Nutriazüchter im deutschsprachigen Raum wurde so groß, dass der Münchner F. C. Mayer Verlag seiner Zeitschrift „Der Deutsche Pelztierzüchter“ ab Juli 1933 eine eigene Monatsschrift „Der Nutria-Züchter“ beilegte. Als das Interesse sich bald darauf anderen Fellarten zuwandte, wurden die meisten Zuchten bald wieder aufgegeben. Nach dem Zweiten Weltkrieg nahm die Nutriazucht in einigen Ländern, unter anderem Deutschland, erneut erheblich zu, zumindest eine gewerbliche Zucht besteht hier inzwischen nicht mehr. Derzeit kommt die meiste Ware wieder aus Wildfängen in Südamerika.
Zucht und Anfall

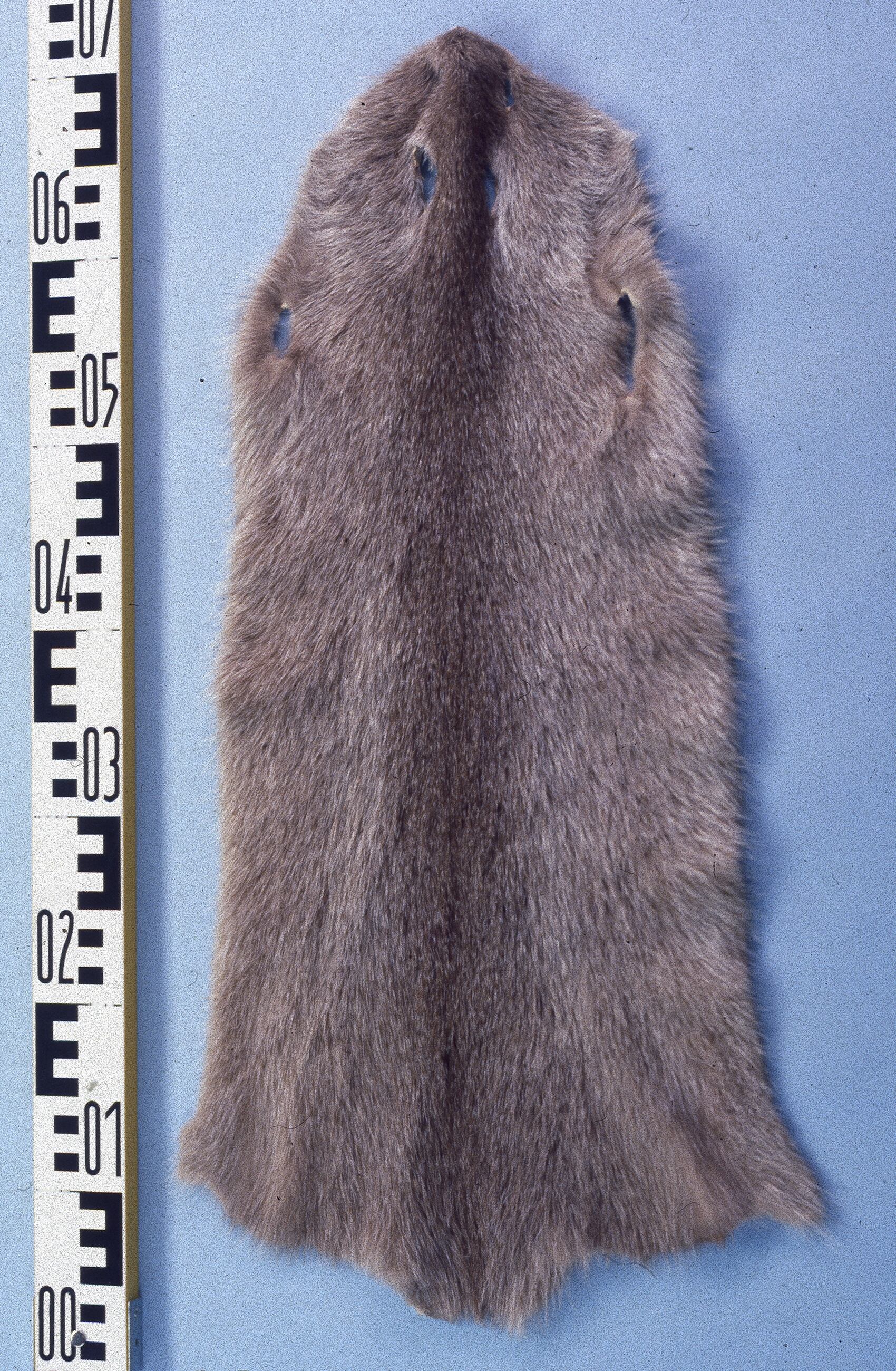
„Mutationsnutria“

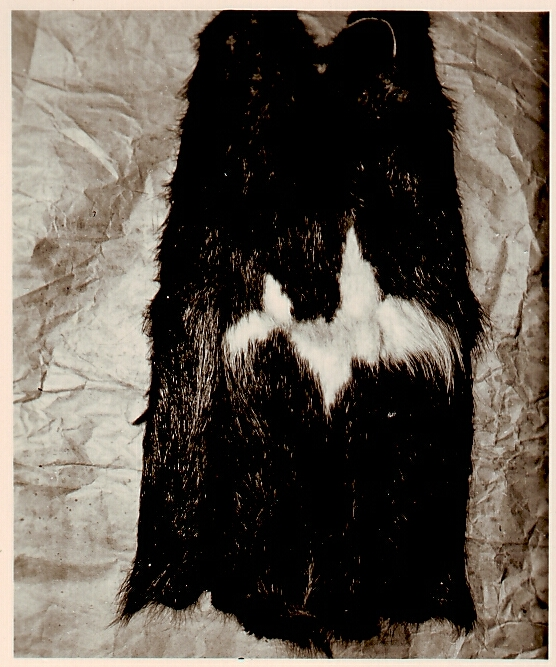
Unerwartete Farbmutation, Zucht, DDR (ca. 1951)

Die meisten Nutrias wurden in Polen gezüchtet. Während es 1959 nur 59.000 Felle waren, kamen von dort 1988 2,2 Mio. Stück. Auch die DDR lieferte beträchtliche Stückzahlen. Auffallend für die weitgehend verstaatlichte DDR-Wirtschaft ist der hohe private Anteil am Nutria-Produktionsaufkommen mit 73,4 % im Jahr 1967. 19,5 % kamen von staatlichen und 0,6 % von genossenschaftlichen Betrieben.
Der Sumpfbiber ist ein reiner Pflanzenfresser, das Fleisch ist sehr wohlschmeckend und überdies sehr zart. Als Genussmittel wird es deshalb sowohl von der einheimischen Bevölkerung in Südamerika wie auch von Seiten der Züchter in West und Ost hochgeschätzt. Noch lange, nachdem sich die Zucht zu Pelzzwecken im westlichen Deutschland nicht mehr lohnte, gab es dort Haltungen mit jeweils noch wenigen Tieren, meist nur für den persönlichen Verzehr.
Durchschnittlich sind die Zuchtfelle etwa 20 % größer als Wildfelle. Das Leder ist kräftiger und das Unterhaar wolliger als bei Fellen aus der freien Natur.
Wie bei Nerzen und Füchsen züchtete man auch beim Nutria neue Farbschläge. Die hauptsächlichen Zuchtfarben sind Standard, Schwarz, Beige, Grönländer, Weiß, Silber, Grönland-Silber, Pastell, Gold und Cuba (braun). Die beigefarbigen Felle werden meist einfach als „Mutationsnutria“ gehandelt. Allerdings beschloss im Jahr 1967 der Internationale Nutria-Verband folgende neue Namen: „Blaue Saphir“ für Weiß; „Champagne Rose“ für helles Beige; „Rayon de Lune“ und „Faon Tahitien“ für dunkleres Beige; „Topaze“ für helles Gold; „Ambre Doré“ und „Or de Desert“ für dunklere Goldschattierungen. Graue Töne sollen als „Perl Grise“ bezeichnet werden. Noch 1972 wiesen die Endnotierungen für Mutationsnutriafelle wegen des wesentlich höheren Rohfellpreises und des wegen der geringeren Anfallmenge schwierigeren Sortiments ein Vielfaches an Wert gegenüber den Standardnutrias auf.

## Handel, Veredlung
Naturbelassen ist das Nutriafell wegen seiner langen, nicht schönfarbigen Grannen sehr unattraktiv. Der Umstand, dass beim Rupfen die Grannenhaare stets abbrechen und hässlich aussehende „Stumpfen“ im Fell verblieben, hinderte anfangs die größere Verbreitung. Erst als man um 1880 begann, gleich beim Zurichten durch einen Schwitzprozess das Oberhaar mit dem sogenannten „Rumpeln“ zu entfernen, steigerte sich der Verbrauch „ungeheuer“. Die internen Verfahren des Rumpelns, das Entfernen der Grannen, waren am Anfang streng gehütete Geheimnisse einiger Firmen. Eine Leipziger Firma ließ es sich im Jahre 1923 sogar patentieren, unter der D.R.P.-Nr. 383.797. Das Entfernen der Grannenhaare geschieht heute durch Schwitzen, Rumpeln, Rupfen und Rasieren. Mutationsnutria bleiben bis auf ein leichtes Nachscheren des Grannenhaares meist unveredelt.
Immer dann, wenn die Pelzmode Samtoptiken bevorzugt, erinnert man sich dieses dank seiner rauchen Haarstruktur besonders angenehm wärmenden Fells. Um das bis dahin stumpfe Unterhaar voll zur Geltung zu bringen, bedarf es verschiedener Prozesse, wie Aufrauen, Maschinieren (Entfernen der Grannenreste) und Bügeln mit einem „Lüster“ (säurehaltiges Glanzmittel, um 1900 noch als „Nutriawasser“ bezeichnet).
Wie beim Biberfell gibt es beim Nutria heute verschiedene Veredlungsstufen:
1. Grannennutria
Das naturbelassene Fell mit langem Grannenhaar, eventuell gefärbt, als sehr rustikaler Pelz. Es werden bevorzugt die Rohfell-Qualitäten mit schwächerem Unterhaar verwendet („Oberhaarware“), ebenso für
2. Spitznutria
Die Granne wird auf eine gleichmäßige Höhe geschoren. Eine verhältnismäßig junge Veredlungsart, die nach dem Zweiten Weltkrieg sich ausweitete.[3] Mit der Veredlung zum Spitznutria begann man teilweise davon abzugehen, Nutriafelle im Rücken aufzuschneiden. Beim Wammenschnitt erzielt der Kürschner eine bessere Fellausbeute, auch gewinnen dadurch Farbveredlungen, die in Richtung Mutationsnutria weisen. Bei hohen Scherhöhen, oder legt der Verarbeiter bei der Mantel- oder Jackenanfertigung Wert auf ein ruhiges Warenbild, ergibt der Rückenschnitt jedoch ein besseres Bild, für tiefere Scherhöhen bringt der Wammenschnitt günstigere Ergebnisse.[25]
3. Natur- oder Samtnutria, gerupfter Nutria
Dies ist die klassische Veredlung für Biber und Nutria, die heute neben anderen auch bei Nerzen angewendet wird. Die unansehnliche Granne wird völlig ausgerupft, es bleibt die weiche dichte gleichfarbige Unterwolle. Hierfür wird das Fell immer im Rücken aufgeschnitten.
Der Ablauf der für gerupfte Nutriafelle nötigen Spezialzurichtung ist ungleich schwieriger, langwieriger und mit viel Handarbeit verbunden, auch ist die verwertbare Fellfläche in der Regel geringer.[1]
Australische Wollforscher fanden in Studien heraus (1946–1948), dass eine Behandlung mit Ferrosalzen eine Abdunklung der Wollhaare hervorruft. Italienische Veredler nutzten dies erstmals für das, bei Pelz „Reinforcing“ genannte Verfahren, mit dem missfarbige Felle egalisiert und helle Felle nachgedunkelt werden können.[26]
4. Weiterveredlung
Heute werden die zu Tafeln zusammengesetzten Felle meist nach dem Rupfen zusätzlich geschoren, was den Pelz noch einmal leichter werden lässt und die sonst oft auffälligen Fellverbindungsnähte weniger sichtbar macht. Snowtopfärbungen, bei denen die Haarspitzen heller sind als das Unterhaar, sowie phantasievolle Schermuster verleihen dem eigentlich in Haarlänge und Farbe recht gleichmäßigen Fell ein neues Aussehen.

Der größte Teil der südamerikanischen Ernte wurde jahrzehntelang unmittelbar in die Verbraucherländer geliefert, unter anderem zum Pelzhandelszentrum Leipziger Brühl und später nach Frankfurt/Main, dem Pelzhandelszentrum rund um die Niddastraße. Leipzig war bekannt wegen der sehr guten Qualität der Veredlung.
Südamerika teilte das Rohsortiment in Größenklassen auf:
klein 35–55 cm
mittelgroß 55–70 cm
groß 70–80 cm
extra groß etwas über 80 cm („Elephants“)
Die deutsche Farmware (roh) sortierte Leipzig:
klein 24–36 cm
mittelgroß 36–48 cm
groß 48–65 cm
extra groß etwas über 65 cm
In Frankfurt/Main wurden die Felle nur nach Augenmaß in klein, mittelgroß und groß eingestuft.
Rötliche (missfarbige) Felle, zum Beispiel „Chilenen“, wurden zur Verbesserung des farblichen Ausdrucks mit einer bräunlichen Deckfarbe („Blende“) überzogen. Besonders braune, kräftige Qualitäten wurden bis zum Preisanstieg um 1918 als Sealimitation gefärbt.
1988 wurden als Hauptlieferanten des Weltmarkts für Mutationsnutria genannt: Polen mit ca. 500.000 Fellen, die DDR mit ca. 200.000, Frankreich ca. 100.000, die Bundesrepublik ca. 50.000, Korea 40.000. Über die CSSR und die UdSSR hieß es, dass vermutlich alles im eigenen Land verbraucht wird. Nicht bekannt waren der Anfall aus Italien, Österreich und den Benelux-Ländern. Aus Argentinien kommen besonders große und dunkle Mutationen, sogenannte „Criaderos“.

### Geschichte

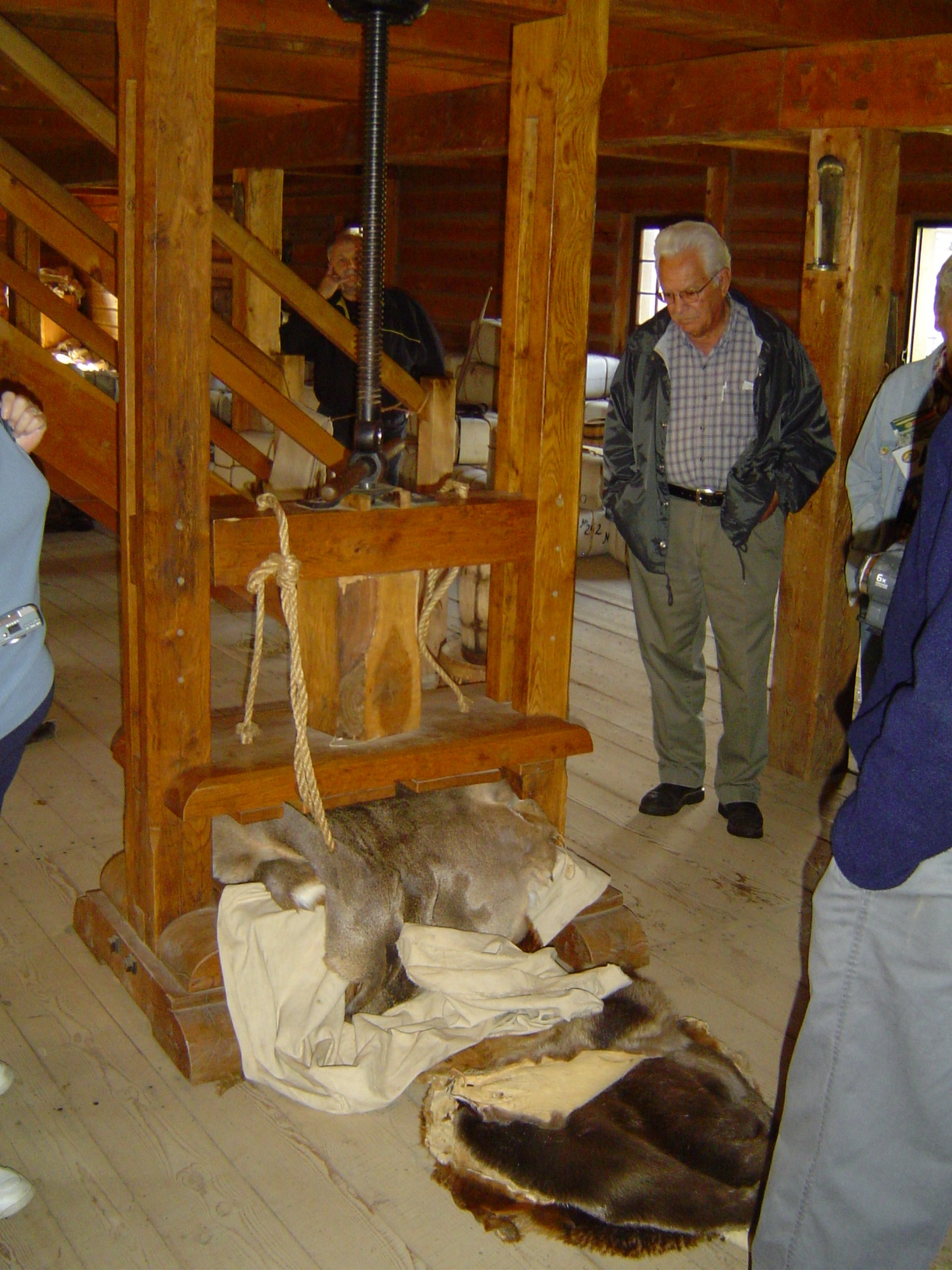
Alte Fell-Ballenpresse (Fort William Historical Park, USA)

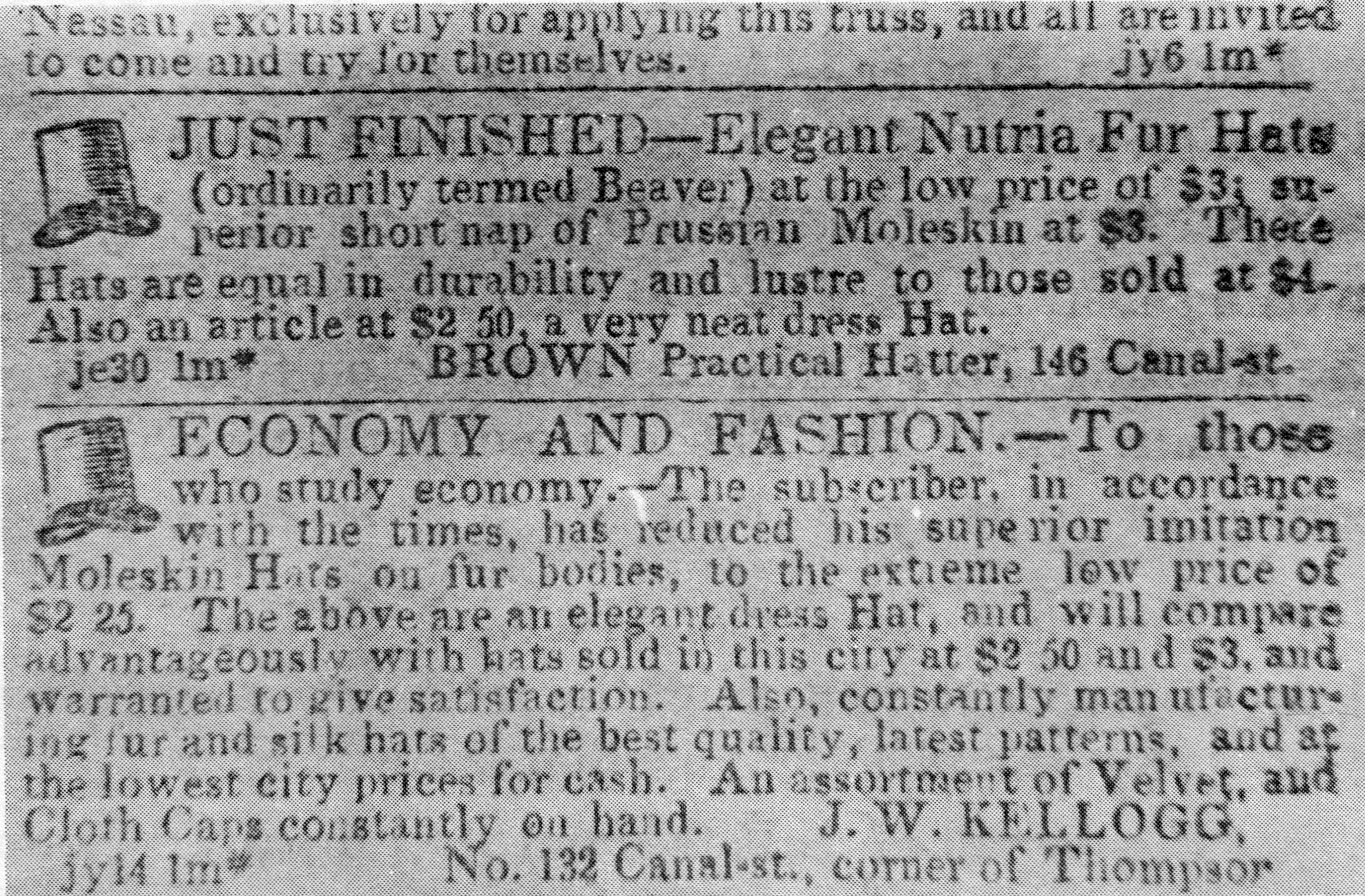
Frühe Anzeige für Hüte aus Nutriahaar in New York (1843)

In der zweiten Hälfte des 19. Jahrhunderts wurde überwiegend nur das Nutriahaar genutzt. Brass schreibt dazu 1911: „1864 gibt Lomer die Zahl der nach Leipzig gebrachten Nutriafelle auf 50.000 Stück im Wert von 50.000 Taler an … Die Hauptmenge der Nutria wurde damals zur Filzfabrikation für Hutmacherzwecke verwendet, für die Rauchwaren-Industrie wurde nur ein kleiner Teil verwendet.“ – „… und kostete das Pfund Nutriahaar zur Zeit des Hauptbedarfs für Biberhaar vor 50 Jahren 30 Mk. Es kamen zu dieser Zeit etwa ½ Million Felle jährlich.“ Um 1910 wurden etwa 1 Million Nutriafelle für Filzzwecke und die gleiche Anzahl zur Pelzverarbeitung verwendet. – In Borsalino-Hüten findet man oft den Vermerk „Nutria“.
Brass erwähnt auch, dass um diese Zeit die „ganzen Felle“ für Kürschnerzwecke „mit Oberhaar gefärbt wurden und in diesem Zustande fälschlich als »Affenfelle« bezeichnet“ wurden, „welcher Name sich noch bis in die neuere Zeit“ (1911) erhalten hatte, eine Bezeichnung die ursprünglich von den englischen Hutmachern gebraucht wurde („monkey skins“). Eine andere Deutung besagt, die Hutmacher verarbeiteten Nutria für die „Nester“, die den Hut der späten Biedermeierzeit zierten, „im Volksmund »Affen« genannt.“ Dieser Begriff hätte sich bald auf die Nutriafelle übertragen, selbst als sie schon für die unterschiedlichsten Zwecke Verwendung fanden. Die Kürschner machten in der Nachbiedermeierzeit aus den damals noch unvollständig entgrannten, struppig aussehenden Fellen fast ausschließlich „Affenwesten“. Durch „Rumpeln“ und „Bügeln“ führten die Veredler dann das Fell weiteren Verwendungsmöglichkeiten zu. Erst kurz vor dem Ersten Weltkrieg wurde die Samtoptik von Nutria, neben Fellarten wie Seal, Bisam und Kanin, durch Maschinieren weiter optimiert und rationalisiert.
1911 berichtet Paul Cubäus in Das Ganze der Kürschnerei:

„Die Felle kommen in großen Ballen von Buenos Ayres aus auch als Material für Hutmacher, und waren früher, wo viele Ballen oft Jahre lang mit hydraulischen Pressen zusammengepreßt in der Sonnenhitze lagerten, für Pelzwerk gar nicht zu gebrauchen, da die Waare fast verstockt war, und man die Felle oft kaum von einander zu reißen vermochte.
Der so sehr theuer werdende Biber ließ ein billiges Surrogat suchen, und so gelang es, die Verschiffer und Sammler zu sorgfältigerer Behandlung zu veranlassen, infolgedessen jetzt der Nutria, unter welchem Namen er jetzt im Handel geht (bis dahin meist ‚Koipu‘), in großen Quantitäten für Kürschnerzwecke verwendet wird. Zu beklagen ist immer noch, dass die Waare zu schlecht sortirt wird; man sollte die geringen Felle gar nicht zurichten, sondern gleich für den Hutmacher schneiden lassen.“

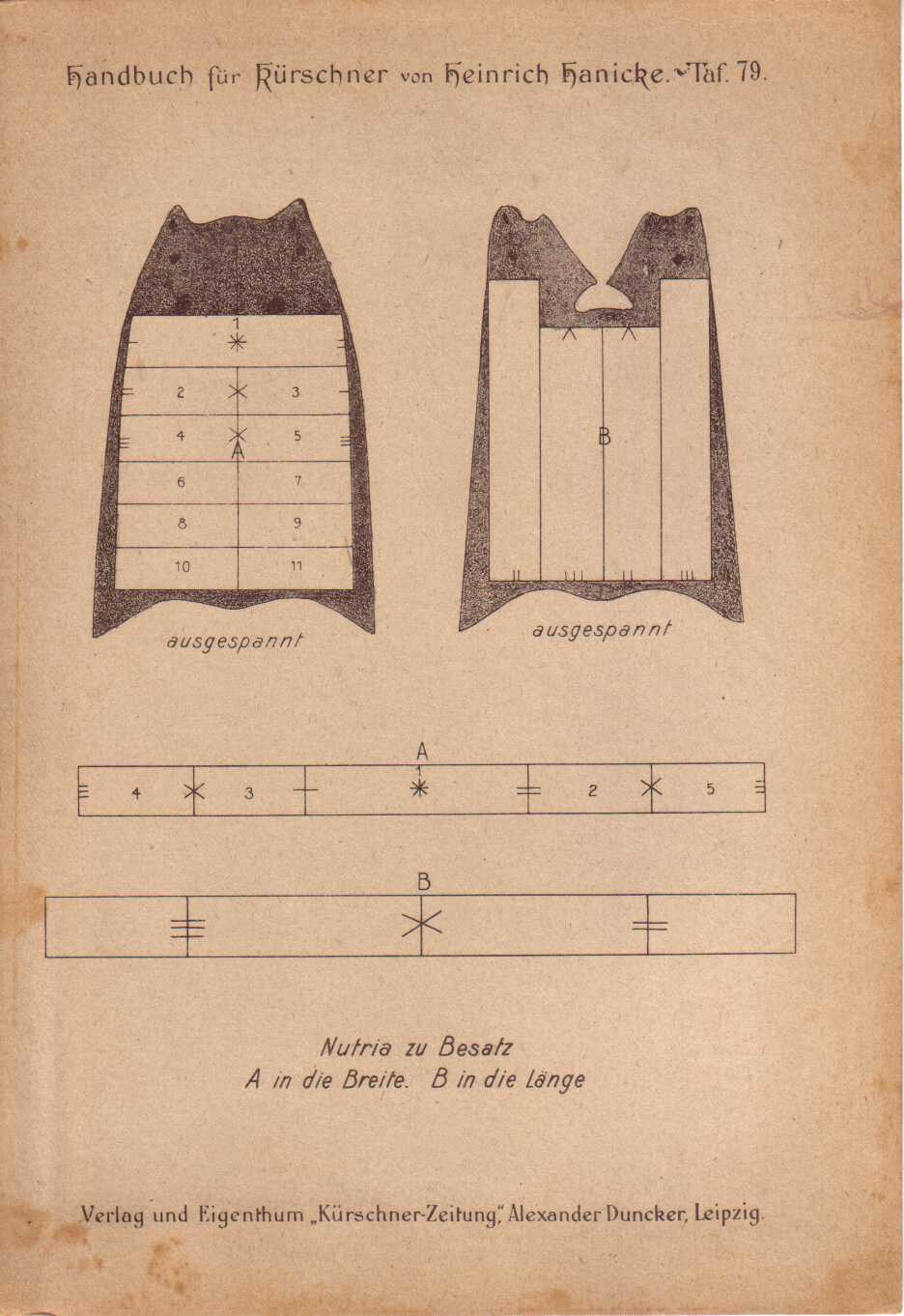
Nutriafell, Zuschnitt für einen Besatz (1895)

Zuerst wurden die Felle in Kisten und Ballen nach Gewicht geliefert. Die Abnehmer beklagten sich, dass teilweise auf den Kistenböden und in den Ballen Steine versteckt waren, was einen nicht unerheblichen Schaden verursachte, da die Ware nach Vorauszahlung geliefert wurde. Man wechselte dann zwar den Lieferanten, trotzdem gab es dauernd Grund zur Beanstandung. Erst als sich einige Fachleute vom Leipziger Brühl in Buenos Aires niederließen, kam Ordnung in den Fellexport. Man verkaufte jetzt Nutria zu Dutzendpreisen, sortiert zu Originalangeboten, bis gegen 1910 Einzelpreise für die Ware nach Größen und Qualitäten gemacht wurden. Als der Preis für Nutria so hoch gestiegen war, dass selbst die Damen in Buenos Aires sich den Pelz kaum noch leisten konnten, hortete man am Brühl die Felle. Über Nacht schlug jedoch der Preis um und die Felle konnten nicht einmal mehr zum halben Preis verkauft werden. Noch in den 1950er Jahren hieß es deshalb am Brühl wenn ein Kollege Probleme hatte, als geflügeltes Wort, „er hat Nutria“.
Über den Einzug des Nutriafells in die Pelzmode schreibt Dr. Fritz Schmidt:

„Anfangs wurde es namentlich zu Futtern verarbeitet und von der Mode in dieser Hinsicht stark begünstigt. Herren, die eine entsprechende Position erreicht hatten, legten sich damals, so in den beiden letzten Jahrzehnten des vergangenen Jahrhunderts (= 1880 bis 1900) und um dessen Wende herum, einen Gehpelz mit Nutriafutter und Otterkragen zu. Auch für Offiziers- und Sportpelze wurde es viel verwendet.“

Auch in der Zeit des Zweiten Weltkriegs waren wärmende Pelzfutter aus gerupften Nutrias für Kombinationsanzüge der deutschen Luftwaffe sehr geschätzt.
Erst 1902 begannen die südamerikanischen Regierungen mit zahlreichen Maßnahmen dem drohenden Aussterben des Nutrias zu begegnen. Sie erließen periodische Fangverbote, die „Nutriadores“ (Nutriajäger) durften nur noch in der kalten Jahreszeit fangen, von Mai bis September. Die Hauptfangzeit ist in den Wintermonaten Juli bis September.
Der Hauptumschlagplatz, wie für viele andere südamerikanische Fellarten auch, war Buenos Aires. Hierher gelangten auch die Nutriafelle aus Paraguay und Uruguay. Sie wurden dort in sogenannten „Barracas“ eingelagert, Lagerräume, in denen die Felle auch sortiert wurden. Rohe Nutria zu sortieren erfordert eine große Erfahrung, zusätzlich zu Qualität und Farbe gilt es durch schlechtes Trocknen im Leder „rohverbrannte“ Felle zu erkennen. Der Verkauf der Nutriafelle in Buenos Aires erfolgte schon immer „freihändig“ und nur selten auktionsweise.
Veraltete Handelsbezeichnungen für das Nutriafell sind neben Affenfell (Lomer, 1864), Rakonda (1841, abgeleitet von englisch Raccoon = Waschbär), Amerikanisches Otterfell (Waldeyer, 1884), Südamerikanischer Biber, Seeratte, Meerkatze, Coypu oder Coipu.

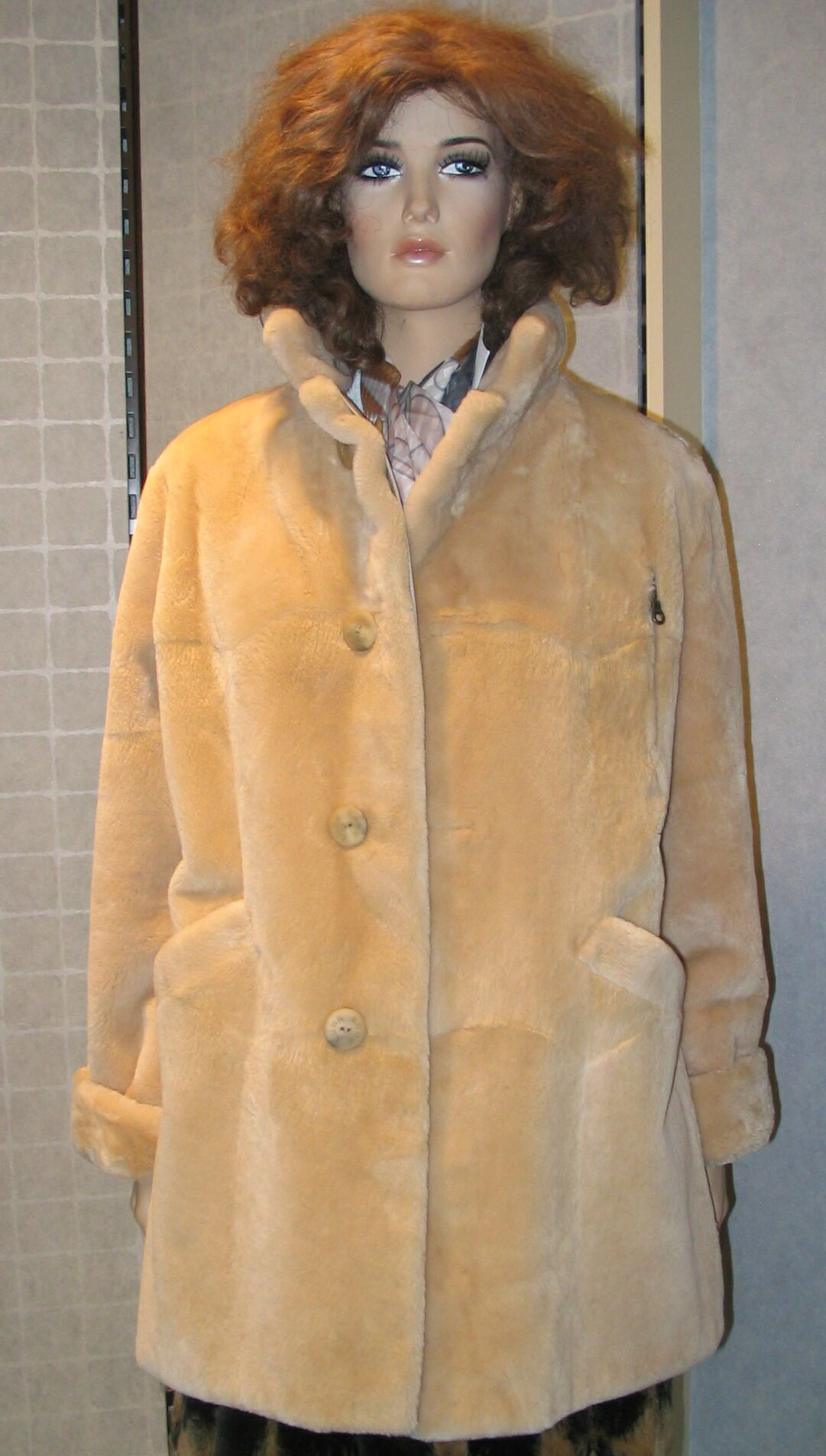
Samtnutria-Wendejacke, Haar außen. Gerupft, geschoren und gefärbt (2008).

### Verarbeitung
Die materialgerechte Verarbeitung der gerupften Nutriafelle wurde als eine der schwierigsten Aufgaben des Kürschners angesehen. Während das Fell im Ganzen gesehen in der Haarhöhe relativ gleichmäßig ist, fällt die Haarlänge zum Pumpf, dem hinteren Ende des Fells, sehr ab. Werden die Felle nun übereinander gesetzt, stellt man fest, dass auch das Kopfhaar kürzer wird, jedoch im Gegensatz zum Pumpf, sehr abrupt. Die Felle nun so zu sortieren und zuzuschneiden, dass sie in der Farbe und außerdem in der Haarlänge nebeneinander und übereinander möglichst millimetergenau passen, galt als die ganz hohe Kunst der Kürschnerei.
Eventuelle Haarlängenunterschiede sind dabei besonders auffällig, weil das Fell bei der klassischen Nutriaverarbeitung „gestürzt“ gearbeitet wird, sozusagen „kopfüber“, mit dem Haarschlag nach oben.
Heute erübrigt sich das Problem, Nutria kommt fast immer in Tafeln, gerupft und anschließend auf eine gleichmäßige Haarhöhe geschoren in den Handel.
Die dünnere Fellseite (beim Naturnutria der Rücken) wird teilweise nicht mit verwendet, ansonsten werden die oft kahlen Milchdrüsen herausgeschnitten.
Im Jahr 1965 wurde der Fellverbrauch für eine für einen Nutriamantel ausreichende Felltafel mit 26 bis 34 Fellen angegeben (sogenanntes Mantel-„Body“). Zugrundegelegt wurde eine Tafel mit einer Länge von 112 Zentimetern und einer durchschnittlichen Breite von 150 Zentimetern und einem zusätzlichen Ärmelteil. Das entspricht etwa einem Fellmaterial für einen leicht ausgestellten Mantel der Konfektionsgröße 46 des Jahres 2014. Die Höchst- und Mindest-Fellzahlen können sich durch die unterschiedlichen Größen der Geschlechter der Tiere, die Altersstufen sowie deren Herkunft ergeben. Je nach Pelzart wirken sich die drei Faktoren unterschiedlich stark aus.
Die Verwendung erfolgt heute zu jeder Art von Konfektion (Mäntel, Jacken, Innenfutter, Besätze usw.).

Mantelverarbeitung aus gerupften Nutriafellen
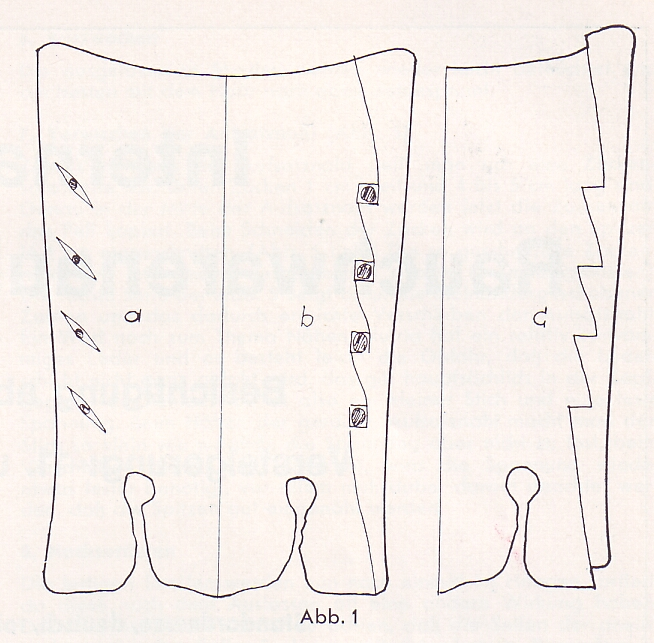
Zwei Methoden, die Milchdrüsen zu entfernen
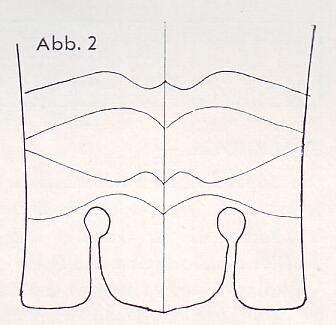
Vier verschiedene Nahtvorschläge zum Übereinandersetzen (Aufsetzen der Felle)
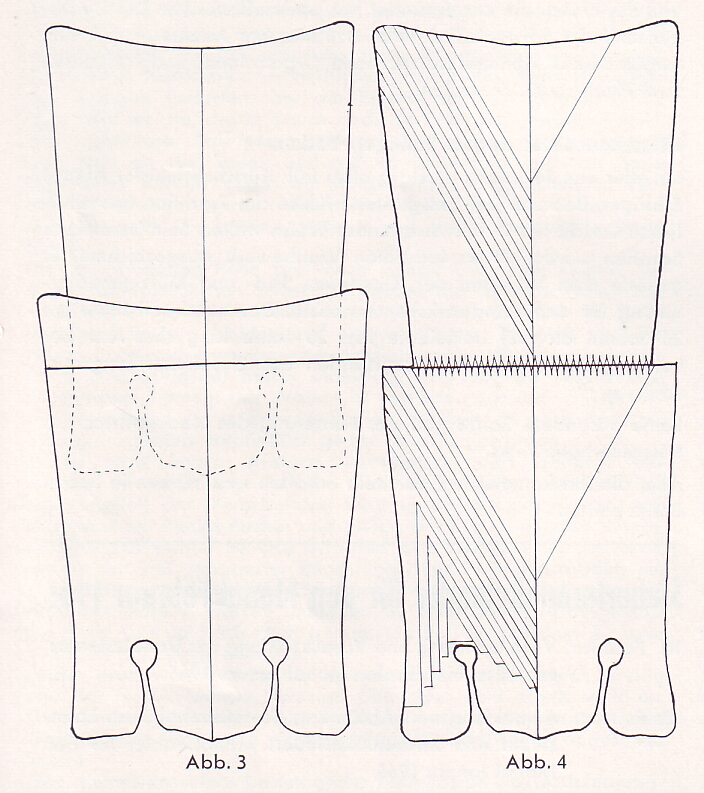
Links die gerade Aufsatznaht, rechts gezackt Rechts eine Methode zum Auslassen auf Mantellänge (Verlängern durch Schneiden und Nähen)
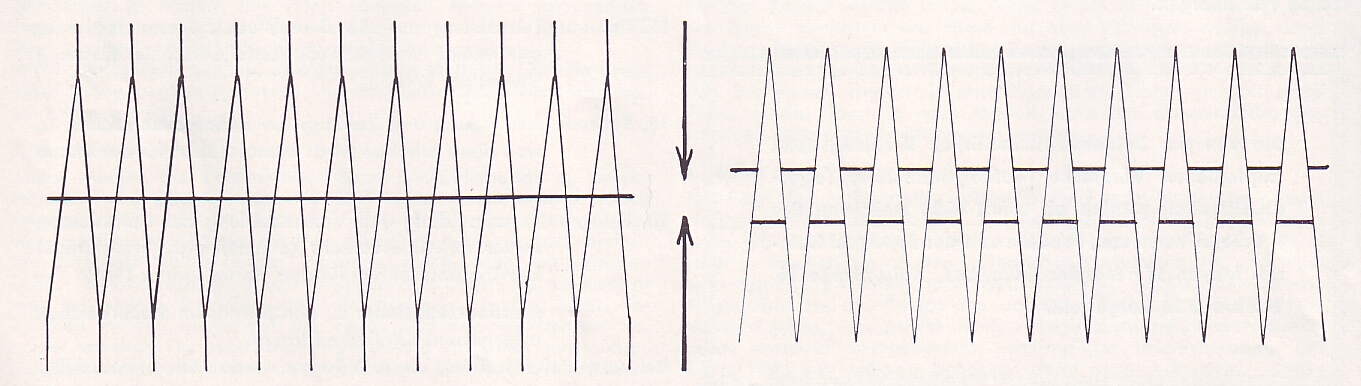
Verschiebenaht zum Verwischen des Aufsatzes

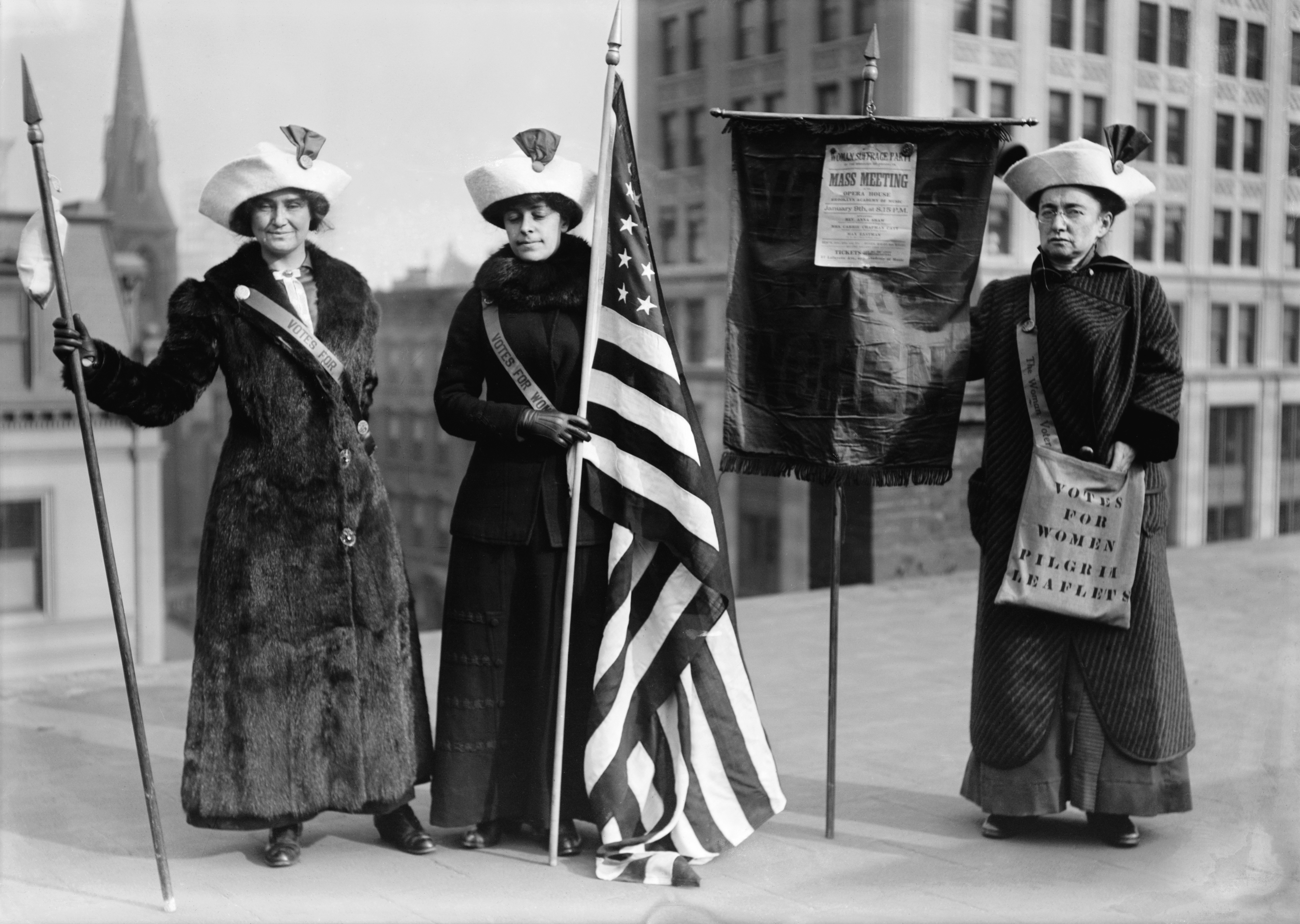
Links Mantel aus gerupftem Nutria. Frauenrechtlerinnen in den USA (um 1903)
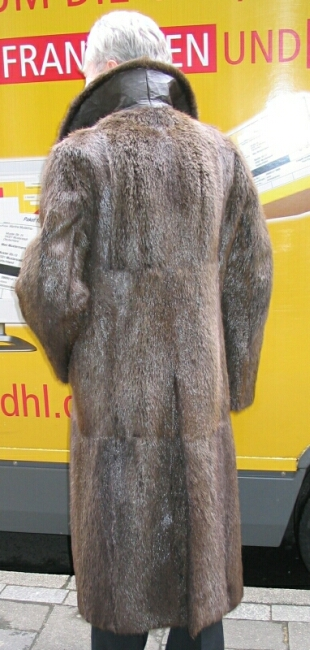
Hochschur Nutria-Herrenmantel (Deutschland ca. 1984)
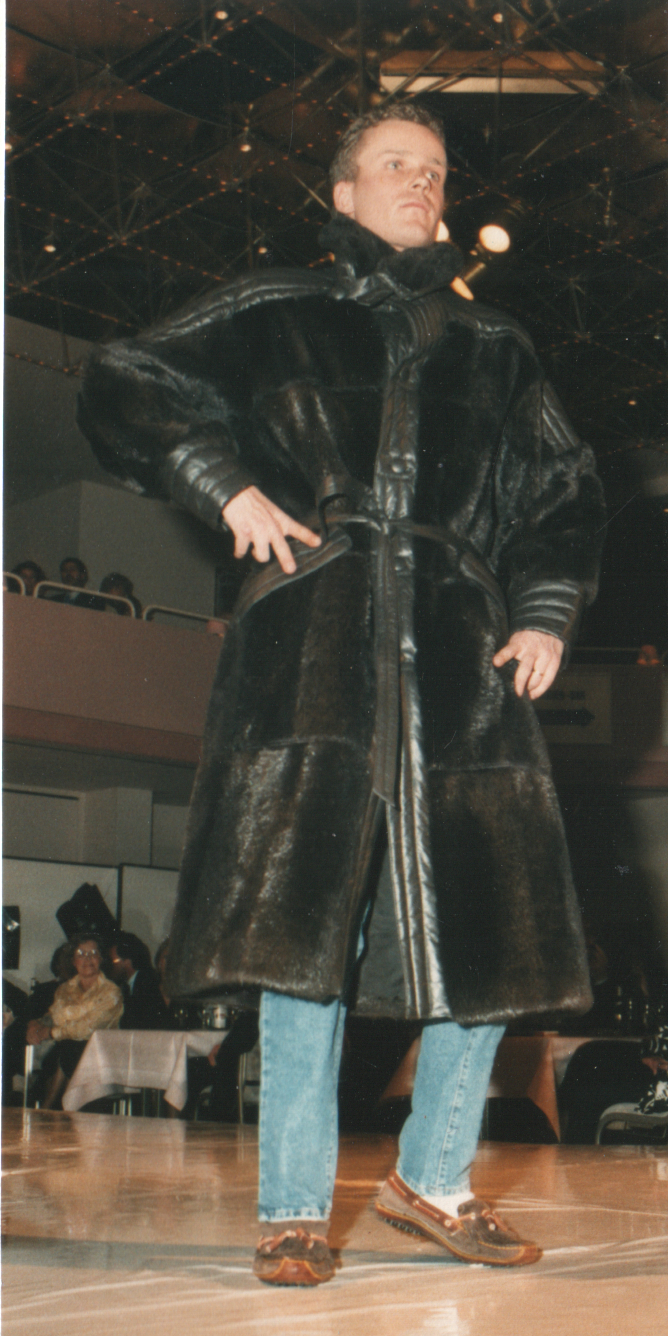
Patagon Nutria (Tiefschur) Herrenmantel, (Gütersloh, 1987)
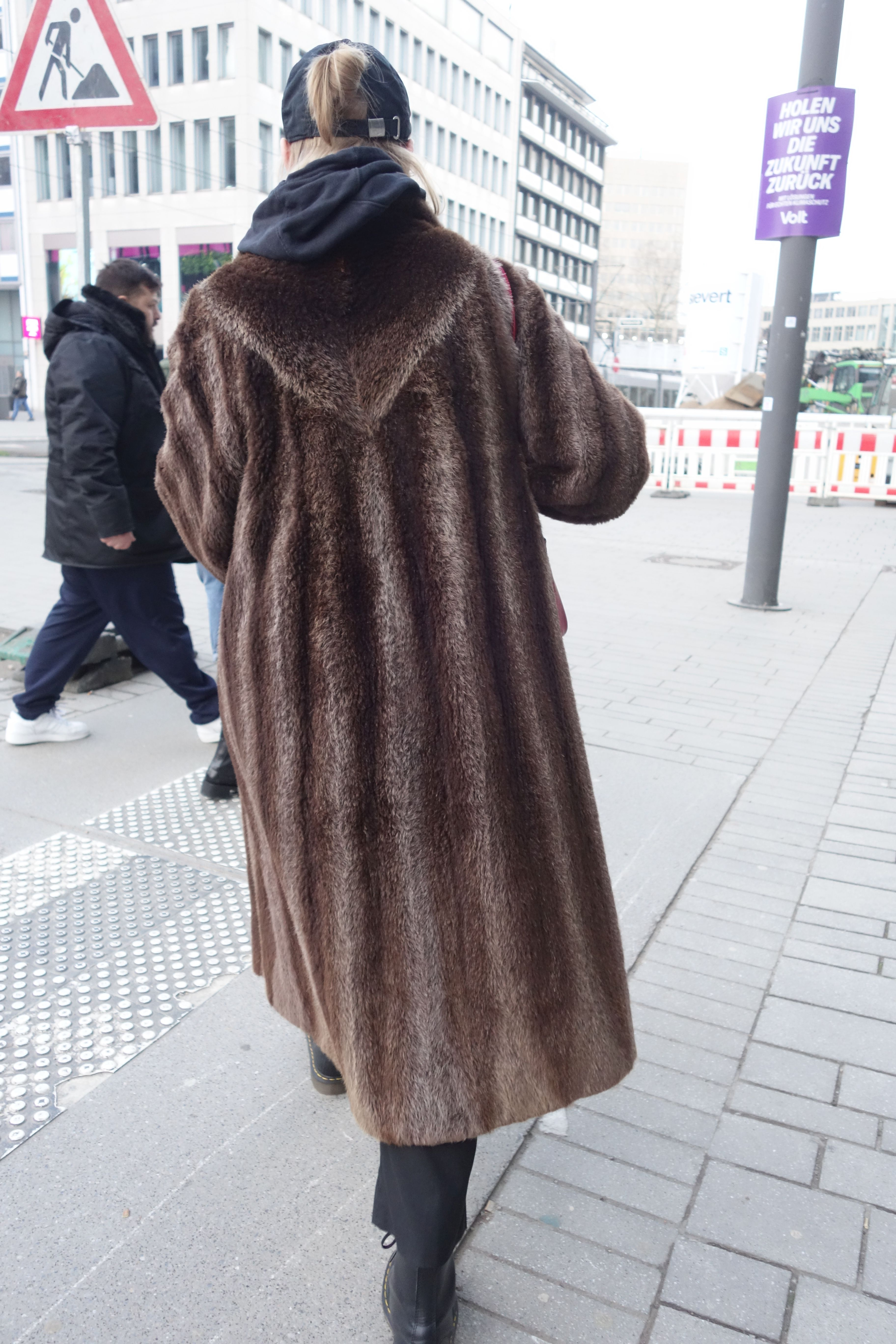
Älterer Nutriamantel („Kamtschatka“-Schur, ausgelassen) (Foto 2025)
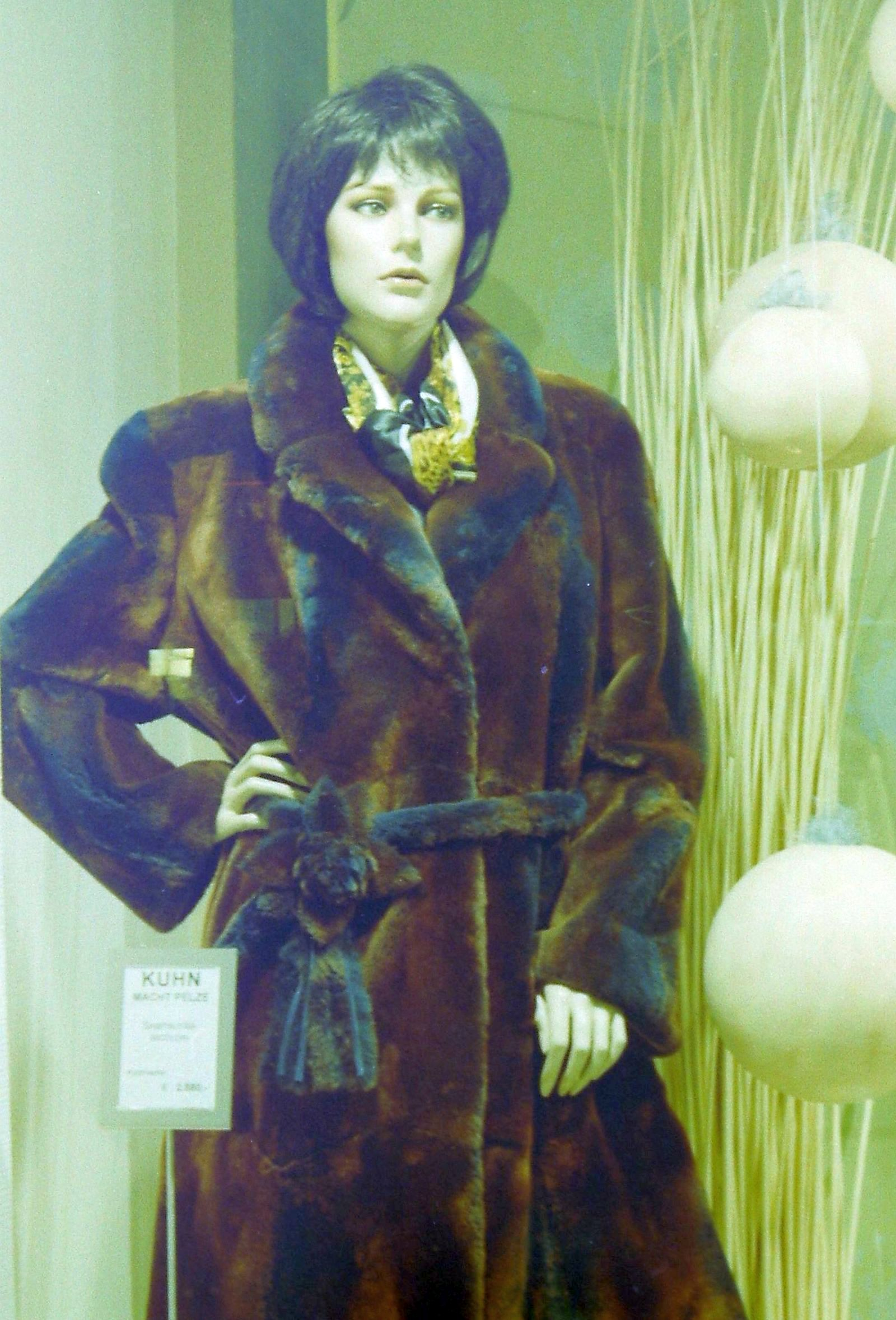
Gerupfter, bitongefärbter Nutriamantel (Düsseldorf, ca. 2002)
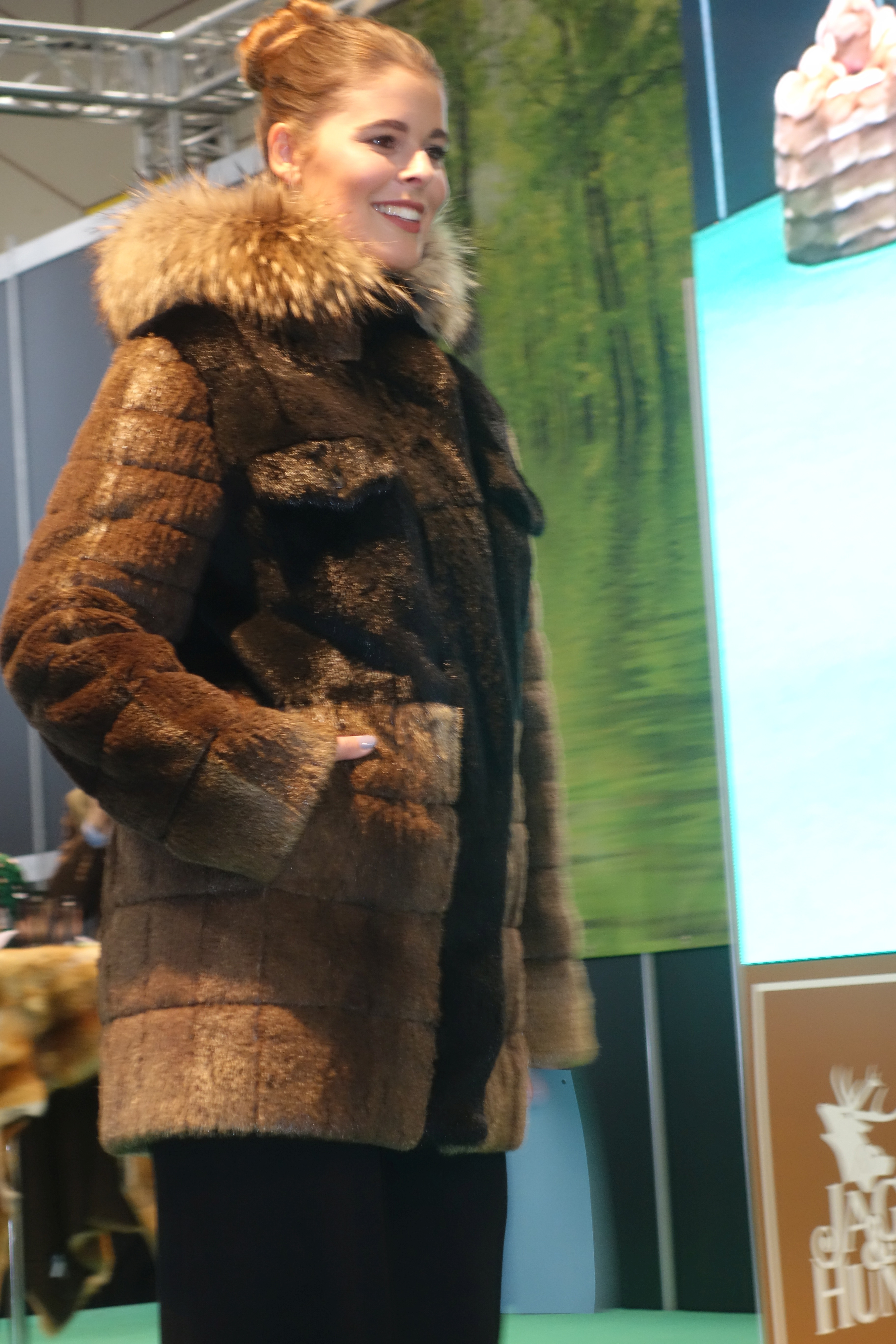
Nutria, geschoren mit Seefuchs (Rötz, 2020)

## Zahlen und Fakten
- 1890 In Frankreich entstand die erste Nutriafarm.[15]

- 1918–1928 Rückgang des Anfalls in Südamerika vor den Maßnahmen zum Erhalt der Nutriabestände:[38]

| Ausfuhr aus Südamerika (1 Kilogramm = 4 bis 5 Felle) | Ausfuhr aus Südamerika (1 Kilogramm = 4 bis 5 Felle) | Ausfuhr aus Südamerika (1 Kilogramm = 4 bis 5 Felle) | Ausfuhr aus Südamerika (1 Kilogramm = 4 bis 5 Felle) | Ausfuhr aus Südamerika (1 Kilogramm = 4 bis 5 Felle) | Ausfuhr aus Südamerika (1 Kilogramm = 4 bis 5 Felle) | Ausfuhr aus Südamerika (1 Kilogramm = 4 bis 5 Felle) | Ausfuhr aus Südamerika (1 Kilogramm = 4 bis 5 Felle) | Ausfuhr aus Südamerika (1 Kilogramm = 4 bis 5 Felle) | Ausfuhr aus Südamerika (1 Kilogramm = 4 bis 5 Felle) | Ausfuhr aus Südamerika (1 Kilogramm = 4 bis 5 Felle) |
| ---------------------------------------------------- | ---------------------------------------------------- | ---------------------------------------------------- | ---------------------------------------------------- | ---------------------------------------------------- | ---------------------------------------------------- | ---------------------------------------------------- | ---------------------------------------------------- | ---------------------------------------------------- | ---------------------------------------------------- | ---------------------------------------------------- |
| 1918                                                 | 333.694 kg                                           |                                                      | 1921                                                 | 251.850 kg                                           |                                                      | 1924                                                 | 137.675 kg                                           |                                                      | 1927                                                 | 54.652 kg                                            |
| 1919                                                 | 181.173 kg                                           |                                                      | 1922                                                 | 123.145 kg                                           |                                                      | 1925                                                 | 80.183 kg                                            |                                                      | 1928                                                 | 27.998 kg                                            |
| 1920                                                 | 76.238 kg                                            |                                                      | 1923                                                 | 157.401 kg                                           |                                                      | 1926                                                 | 57.652 kg                                            |                                                      |                                                      |                                                      |

- 1927 Kirner gründete die erste deutsche Nutriafarm mit aus Argentinien und Frankreich importierten Zuchttieren.[15]

- 1929 In Deutschland entstanden zahlreiche Nutriapensionszuchten.[15]

- 1930  Das Aufkommen an Wildnutriafellen war von 2 Millionen Ende des 19. Jahrhunderts auf 200 Tausend zurückgegangen.[15]

- 1931 Die erste offizielle Zählung der Edelpelztiere in deutschen Zuchten auf Anordnung des Reichsministers für Ernährung und Landwirtschaft ergab den Bestand von 1926 Nutrias, 8593 Silberfüchsen, 7019 Nerzen, 932 Waschbären und 1508 Karakulschafen (Persianer).[15]

- 1937 Der Gesamtbestand in Deutschland betrug 49.955 Edelpelztiere in 1434 Farmen, davon 7337 Nutrias, 10.863 Silberfüchse, 376 Blaufüchse, 14.588 Nerze und 1791 Marderhunde.[15]

- 1939 In Deutschland wurden rund 100.000 Nutriafelle, 35.000 Nerzfelle und 50.000 Silberfuchsfelle produziert.[15]

- 1942 erhielt ein Pelzhändler in New York ein Nutriafell von ungewöhnlicher Größe. Nach der Zurichtung und dem Rupfen war das Fell 40 Zoll lang, also nahezu einen Meter. Es wurde als die bis dahin noch nicht vorgekommene größte Abnormität angesehen.[39]

- Vor 1944 betrug der Höchstpreis für Nutriafelle:

groß 125 RM; mittel 70 RM; klein 35 RM.
- 1948 Auf dem Gebiet der späteren DDR wurden 38.480 Nutrias, 2386 Edelfüchse und 2678 Nerze gehalten;[15]

auf dem Gebiet der späteren Bundesrepublik 27.396 Nutrias, 7264 Edelfüchse und 3479 Nerze.
- 1952 Beginn der Nutriazucht in Ungarn.[15]

- 1958 In der DDR wurden 99.282 Nutrias, 4769 Edelfüchse und 58.196 Nerze gehalten.[15]

- 1965 Der Pelztierbestand an Nutrias in der DDR betrug etwa 150.000 Nutrias, 5000 Edelfüchse und 90.000 Nerze.[15]

- 1966 bestand in der Aserbaidschanischen Sozialistische Sowjetrepublik seit über 30 Jahren eine der größten Sumpfbiberzuchten, der Sowchos „Karajanka“, mit einer Produktion von mehr als 40.000 Fellen jährlich. Die Züchter hatten eine Mutation hervorgebracht, die sie „Aserbaidschanisches Weiß“ nannten.[41]

- 1968 Der Bestand der DDR betrug 75.684 Nutrias, 268.685 Nerze, 3369 Edelfüchse und 1349 Chinchillas.[15]

In den USA wurden 1.120.942 Wildnutrias erjagt.

## Anmerkung
1. ↑  Die angegebenen vergleichenden Werte (Koeffizienten) sind das Ergebnis vergleichender Prüfung durch Kürschner und Rauchwarenhändler in Bezug auf den Grad der offenbaren Abnutzung. Die Zahlen sind nicht eindeutig, zu den subjektiven Beobachtungen der Haltbarkeit in der Praxis kommen in jedem Einzelfall Beeinflussungen durch Gerbung und Veredlung sowie zahlreiche weitere Faktoren hinzu. Eine genauere Angabe könnte nur auf wissenschaftlicher Grundlage ermittelt werden. Die Einteilung erfolgte in Stufen von jeweils 10 Prozent. Die nach praktischer Erfahrung haltbarsten Fellarten wurden auf 100 Prozent gesetzt.